# Василије Пушица
Василије Пушица (Београд, 12. септембар 1995) је српски кошаркаш. Игра на позицији бека.

## Каријера

### Клупска
Пушица је у млађим категоријама играо за Земун и Партизан одакле је у лето 2013. отишао у САД на Санрајс Кристијан Академију. Након тога је играо колеџ кошарку на универзитетима Сан Дијего и Нортистерн. У својој сениорској сезони, Пушица је у НЦАА имао просек од 17,7 поена, уз 3,7 скокова и 4,7 асистенција.
Након дипломирања у САД, Пушица се у априлу 2019. вратио у Партизан, са којим је потписао уговор до краја сезоне. За црно-беле је наступао само у Суперлиги Србије где је просечно бележио 8,2 поена, 2,2 скока и 2,3 асистенције. Почетком августа 2019. потписao је једногодишњи уговор са италијанским Пезаром. Након сезоне у Пезару, прешао је у Динамо Сасари. Током боравка у Динаму је имао проблема са повредом па је наступио на само пет утакмица у италијанској Серији А.
У јулу 2021. потписао је уговор са Манресом, али је исти поништен након што играч није прошао лекарске прегледе. У августу 2021. потписао је за литвански Пријенај. Наступио је на шест утакмица за Пријенај након чега је у фебруару 2022. прешао у Галатасарај.
У јулу 2022. потписао је двогодишњи уговор са ФМП-ом, али је три недеље касније раскинуо уговор са клубом. Сезону 2022/23. започео је у екипи Тварде Пјерники Торуњ да би у фебруару 2023. прешао у Шлонск Вроцлав. У септембру 2023. потписао је за Автодор Саратов. Почетком 2024. године напустио је Саратов и прешао у казахстанску Астану. У августу 2024. потписао је за Игокеу.

### Репрезентативна
Пушица је наступао за млађе селекције репрезентације Србије. Са репрезентацијом до 16 година је играо на Европском првенству 2011. у Чешкој. Био је и члан селекције до 18 година која је играла на Европском првенству 2013. у Летонији.